# Emma Ostaszewska
Emma Honorata Ida z Załuskich Ostaszewska (ur. 13 sierpnia 1831 w Memlu, zm. 1 marca 1912 we Wzdowie) – działaczka społeczna i patriotyczna, pianistka, właścicielka dóbr ziemskich we Wzdowie i Klimkówce.

## Życiorys

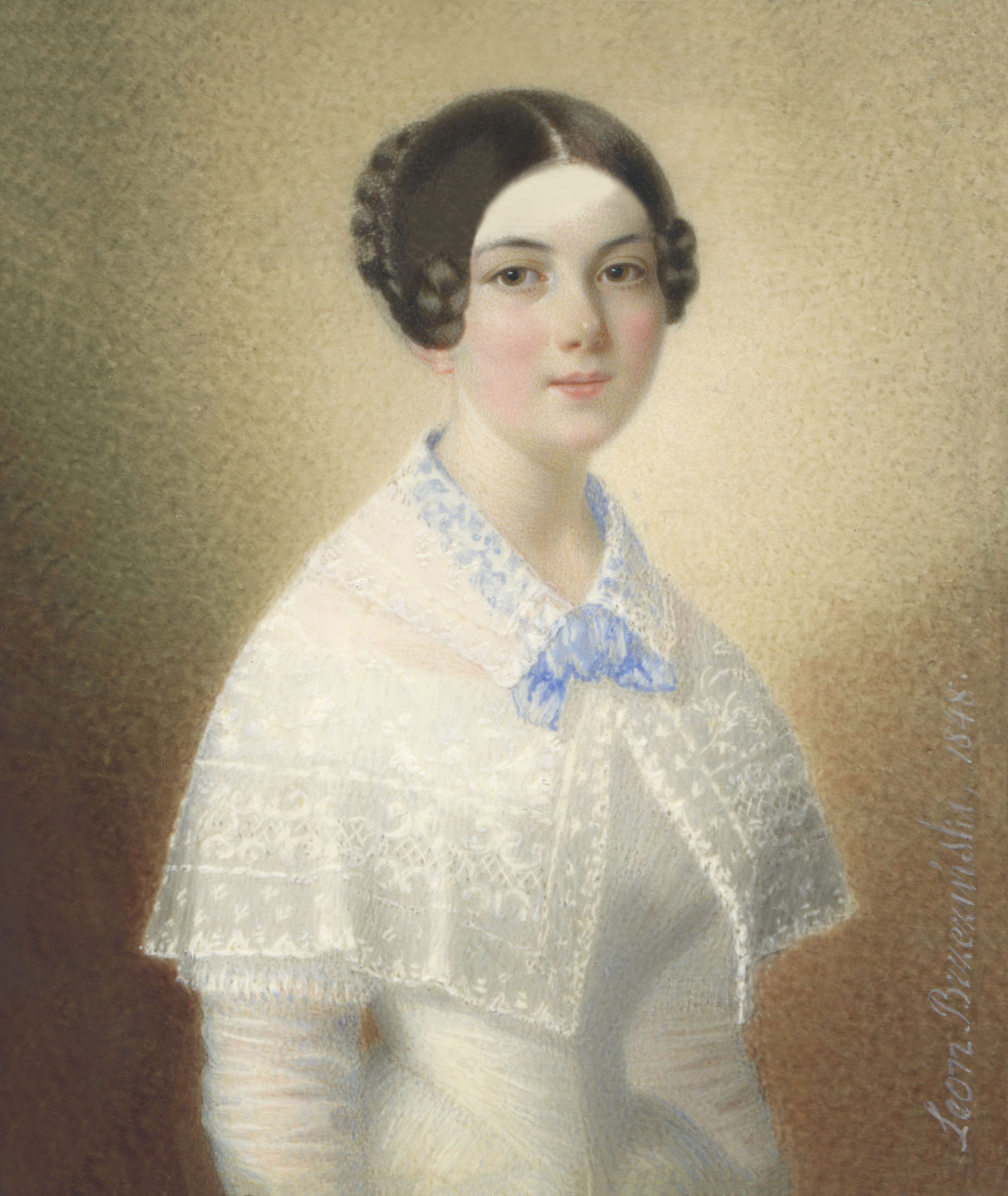
Emma hr. Załuska w 1848 r.

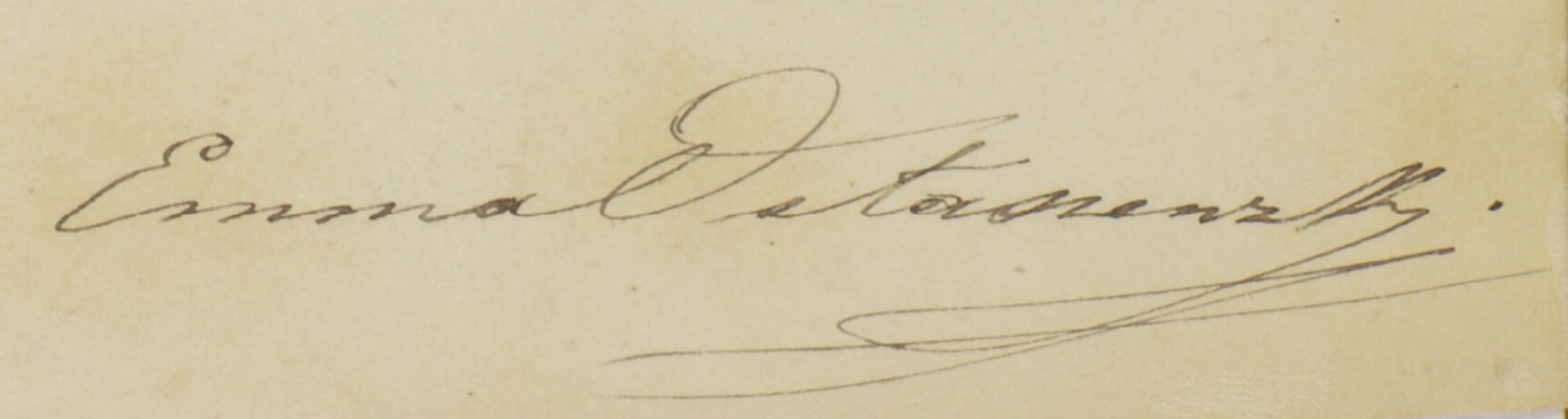
Podpis z 1866 r.

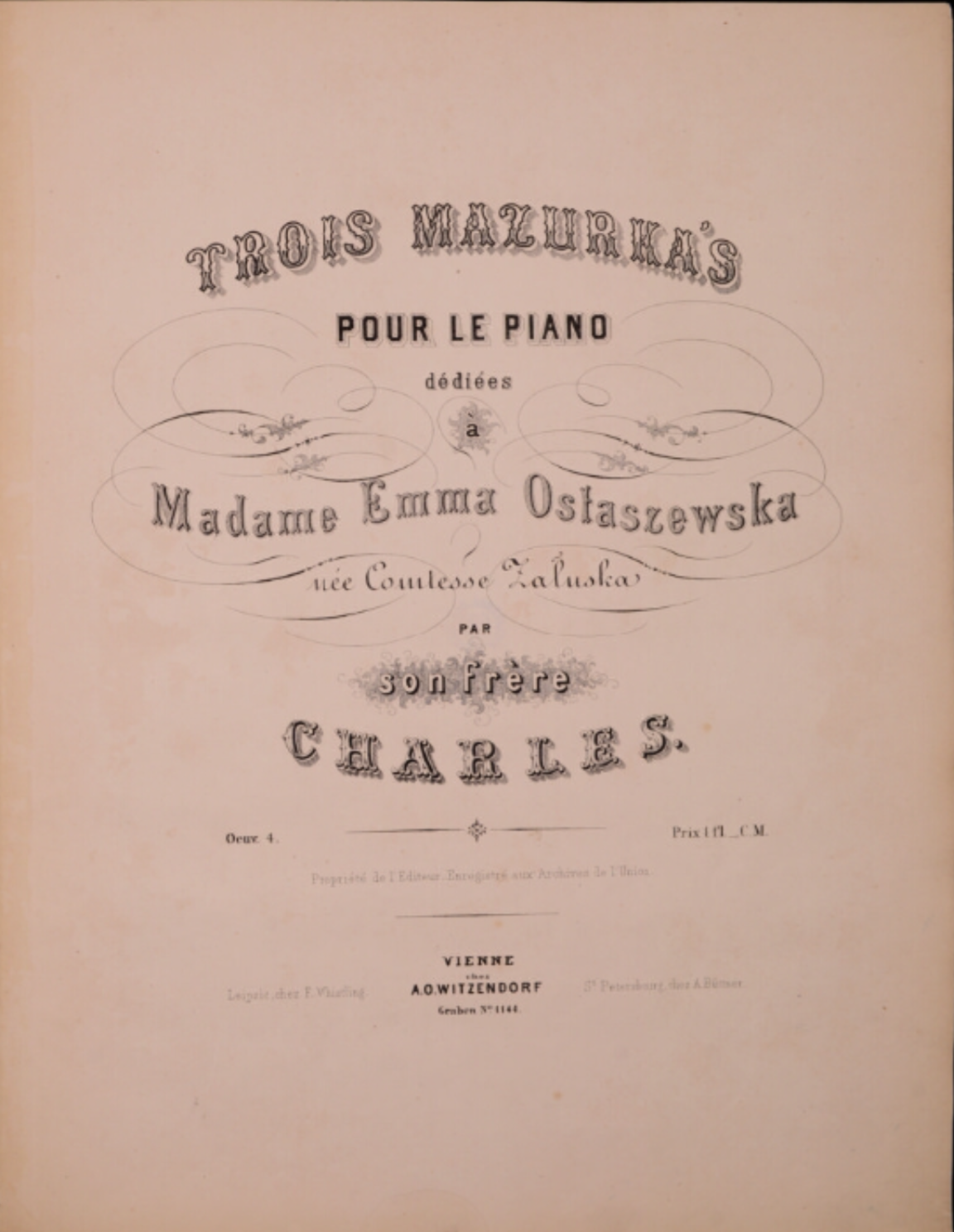
Trzy mazurki dedykowane Emmie Ostaszewskiej przez Karola Załuskiego

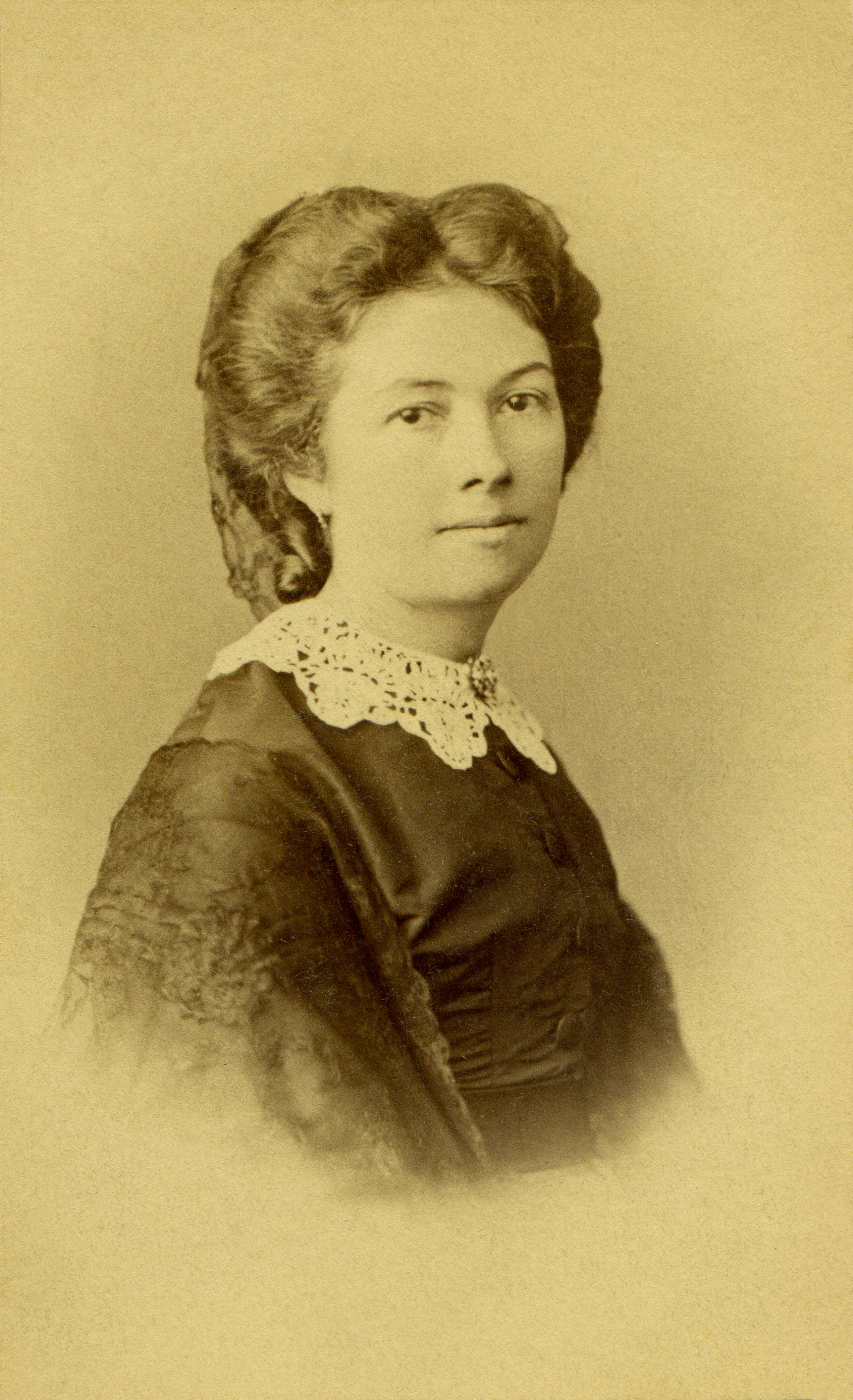
Emma Ostaszewska ok. 1870 r.

Urodziła się 13 sierpnia 1831 w Memlu w Prusach Wschodnich jako córka hrabiego Karola Załuskiego i Amelii z książąt Ogińskich. Jej ojciec wziął udział w powstaniu listopadowym 1830–1831 organizując ruch polski na Litwie; po upadku powstania i konfiskacie dóbr w zaborze rosyjskim zmuszony był emigrować; uzyskał od władz austriackich prawo zamieszkania na terenach polskich zajętych w rozbiorach przez Austrię, gdzie przeniósł się wraz z żoną do przejętego po ojcu majątku w Iwoniczu.
Rodzice zapewnili jej wszechstronne wykształcenie. Po dziadku, Michale Kleofasie Ogińskim, znanym kompozytorze polonezów, odziedziczyła talent muzyczny; po babce, Włoszce Marii de Neri, zamiłowanie do śpiewu. Grę na fortepianie szkoliła pod okiem znanych pedagogów, m.in. wirtuoza fortepianu i dyrygenta Karola Mikulego. Biegle władała kilkoma językami. Utrzymywała szerokie kontakty towarzyskie.
Po ślubie w Wiedniu w 1849 roku z Teofilem Ostaszewskim zamieszkała w majątku ziemskim Ostaszewskich we Wzdowie. Doczekała się czworga dorosłych dzieci: Marii, Adama, Stanisława i Kazimierza (troje pozostałych jej dzieci zmarło w dzieciństwie).
Angażowała się w działalność patriotyczną. W czasie powstania styczniowego 1863 roku aktywnie włączyła się pomoc dla powstańców. Organizowała zbiórkę bandaży i ubrań dla powstańcow. Współdziałała w akcji pomocy dla powstańców z Lucyną Urbańską, właścicielką majątku ziemskiego w Haczowie. Zbierała również fundusze dla powstania, organizując loterie fantowe. Po upadku powstania styczniowego zaangażowała się w organizowanie pomocy dla uchodźców z zaboru rosyjskiego dając im schronienie we dworze we Wzdowie i ukrywając przed władzami austriackimi.
Jej gra na fortepianie była powszechnie podziwiana. Grała w gronie przyjaciół i znajomych. Piętnaście lat młodsza od niej pamiętnikarka Anna z Działyńskich Potocka z Rymanowa zapisała we wspomnieniach, że „cudownie grała Chopina”.
Zachowała się jej korespondencja w języku francuskim z bratem, Michałem Załuskim.
Zmarła 1 marca 1912 we Wzdowie w wieku 80 lat. Z czworga jej dzieci najstarsza córka Maria Ostaszewska wyszła za mąż za Augusta hr. Dzieduszyckiego, syn Adam Ostaszewski był konstruktorem lotniczym, Stanisław Ostaszewski – przemysłowcem, a najmłodszy Kazimierz Ostaszewski – hodowcą koni wyścigowych.